# Batis molitor
Bátis-comum ou bátis-moleiro (Batis molitor) é uma espécie de ave da família Platysteiridae.
Pode ser encontrada nos seguintes países: Angola, Botswana, Burundi, República do Congo, República Democrática do Congo, Gabão, Quénia, Lesoto, Malawi, Moçambique, Namíbia, Ruanda, África do Sul, Sudão, Suazilândia, Tanzânia, Uganda, Zâmbia e Zimbabwe.
Os seus habitats naturais são: florestas secas tropicais ou subtropicais, florestas subtropicais ou tropicais húmidas de baixa altitude, regiões subtropicais ou tropicais húmidas de alta altitude e savanas áridas.